# José Luis Borau Moradell
José Luis Borau Moradell   (Saragossa, 8 d'agost de 1929 - Madrid, 23 de novembre de 2012) va ser un director, productor, guionista, actor ocasional, editor literari i crític de cinema espanyol, membre de la Real Academia Española en el silló B des de 2008 i fins a la seva mort. Juntament amb Gutiérrez Aragón, Vicente Aranda i Jaime Camino forma part del moviment Nou cinema espanyol, entre els anys seixanta i setanta. Entre el 1994 i 1999 va ser president de l'Acadèmia de les Arts i les Ciències Cinematogràfiques d'Espanya. Va dirigir el Diccionario del Cine Español (1998) i va fundar l'editorial Ediciones El Imán, dedicada a llibres de cinema. Des de 2008 va ocupar el seient B de la Real Academia Española.

## Biografia
Va començar a estudiar Dret a Saragossa el 1949, després de treballar com a crític de cinema al diari Heraldo de Aragón, estudià des de 1957 a l'Escuela Oficial de Cinematografía a Madrid, realitzant com a treball final de carrera el curtmetratge En el Río el 1960.
Va formar part de la primera generació de l'Escuela Oficial de Cinematografía de Madrid i juntament amb cineastes com Vicente Aranda, Manuel Gutiérrez Aragón o Jaime Camino va participar durant els anys 60 i 70 en el moviment conegut com a Nou cinema espanyol.
Es va dedicar, en un principi, al subgènere de pel·lícules de l'Oest anomenat Spaghetti Western (Brandy, 1963) o al thriller (Crimen de doble filo, 1965), amb poc d'èxit comercial.
Va fundar la seva pròpia productora (1967) anomenada El Imán. Durant deu anys va filmar sobretot anuncis i va produir pel·lícules per a altres. A més va treballar com a professors de guions a l'Escuela Oficial de Cinematografía.
La seva pel·lícula sota el seu control va ser el thriller polític Hay que matar a B. (1974).
El seu èxit comercial més gran va ser l'any 1975 amb el drama Furtivos, on un dels protagonistes era Ovidi Montllor.
De 1994 a 1999 va ser president de l'Acadèmia de les Arts i les Ciències Cinematogràfiques d'Espanya, des d'on dirigí el Diccionario de Cine Español el 1998. El 1995 fundà la seva editorial, Ediciones El Imán, dedicada principalment a la cinematografia.

## Filmografia

### Cinema
| Any  | Pel·lícula                         | Funcions | Funcions  | Funcions  | Funcions | Director                |
| Any  | Pel·lícula                         | Director | Guionista | Productor | Actor    | Director                |
| ---- | ---------------------------------- | -------- | --------- | --------- | -------- | ----------------------- |
| 2001 | El verano de Anna                  |          |           | 1         |          | Jeanine Meerapfel       |
| 2000 | Leo                                | 1        | 1         | 1         |          |                         |
| 1997 | Niño nadie                         | 1        | 1         | 1         |          |                         |
| 1996 | Ilona llega con la lluvia          |          |           |           | 1        | Sergio Cabrera          |
| 1993 | Todos a la cárcel                  |          |           |           | 1        | Luis García Berlanga    |
| 1988 | Malaventura                        |          |           |           | 1        | Manuel Gutiérrez Aragón |
| 1986 | Tata mía                           | 1        | 1         | 1         |          |                         |
| 1984 | Río abajo (On the line)            | 1        | 1         | 1         |          |                         |
| 1981 | Cuentos para una escapada          |          |           |           | 1        | Diversos                |
| 1979 | La Sabina                          | 1        | 1         | 1         |          |                         |
| 1978 | Sonámbulos                         |          |           |           | 1        | Manuel Gutiérrez Aragón |
| 1977 | In memoriam                        |          |           | 1         |          | Enrique Brasó           |
| 1977 | El monosabio                       |          | 1         | 1         |          | Ray Rivas               |
| 1976 | Camada negra                       |          | 1         | 1         |          | Manuel Gutiérrez Aragón |
| 1975 | La adúltera                        |          |           |           | 1        | Roberto Bodegas         |
| 1975 | Furtivos                           | 1        | 1         | 1         | 1        |                         |
| 1973 | Hay que matar a B.                 | 1        | 1         | 1         |          |                         |
| 1972 | Mi querida señorita                |          | 1         | 1         | 1        | Jaime de Armiñán        |
| 1970 | Un, dos, tres, al escondite inglés |          |           | 1         | 1        | Iván Zulueta            |
| 1965 | Crimen de doble filo               | 1        |           |           |          |                         |
| 1964 | Brandy                             | 1        | 1         |           |          |                         |

### Televisió
| Any  | Sèrie | Funcions | Funcions  | Funcions  | Funcions | Director |
| Any  | Sèrie | Director | Guionista | Productor | Actor    | Director |
| ---- | ----- | -------- | --------- | --------- | -------- | -------- |
| 1992 | Celia | 1        | 1         | 1         |          |          |

## Obra literària
- Camisa de once varas, Premi Tigre Juan de Narrativa.
- Navidad, horrible navidad
- El amigo de invierno
- Cuentos de Culver City
- Palabra de cine

## Crítica cinematogràfica
- Diccionario de cine español
- La pintura en el cine, el cine en la pintura
- Cine, arte y artilugios en el cine español

## Guions publicats
- Leo

## Premis i nominacions

### Premis
- 2001. Goya a la millor direcció per Leo
- 2002. Premio Nacional de Cinematografía
- 2003. Premi Tigre Juan de narrativa
- 2009. Menció Especial Espiello
- 2009. Premio de las Letras Aragonesas
- Té dedicat un carrer amb el seu nom a Saragossa

### Nominacions
- 1987. Goya al millor guió original per Tata mía
- 2001. Goya al millor guió original per Leo